# Rhorus elongatus
Rhorus elongatus är en stekelart som beskrevs av Barron 1986. Rhorus elongatus ingår i släktet Rhorus och familjen brokparasitsteklar. Inga underarter finns listade i Catalogue of Life.